# 威廉·麥鮑瑟
威廉·麥鮑瑟（英語：William Mapother，1965年4月17日—）是美國的一位演員，出生在肯塔基州路易維爾。他最著名的作品是在電視劇迷失中飾演Ethan Rom角色。

## 外部連結
- 官方网站
- William Mapother在互联网电影资料库（IMDb）上的資料（英文）
- William Mapother interview with the Horror Asylum （页面存档备份，存于）